# Eccoptomera brandti
Eccoptomera brandti är en tvåvingeart som beskrevs av Collart 1948. Eccoptomera brandti ingår i släktet Eccoptomera och familjen myllflugor. Inga underarter finns listade i Catalogue of Life.